# Thammathipat-Partei
Die Thammathipat-Partei (thailändisch พรรคธรรมาธิปัตย์, RTGS: Phak Thammathipat, übersetzt: „Dharma-kratie“, „Herrschaft des Dharma“ oder „Recht ist Macht“; selbstgewählter englischer Name: Conservative Party) war eine politische Partei in Thailand. Sie wurde 1947 von Unterstützern des entmachteten Ministerpräsidenten und Feldmarschalls Plaek Phibunsongkhram (Phibun), darunter Wichit Wichitwathakan, General Mangkon Phromyothi und Prayun Phamonmontri, ins Leben gerufen. General Mangkon war ihr Vorsitzender.

## Gründung 1947
Phibun, der Thailand im Zweiten Weltkrieg mit Japan verbündet hatte, musste 1944, als sich Japans Niederlage abzeichnete, zurücktreten und wurde nach Kriegsende als Kriegsverbrecher angeklagt. Er wurde im April 1946 zwar freigesprochen, da eine rückwirkende Geltung des Kriegsverbrecher-Gesetzes unrechtmäßig gewesen wäre, versprach jedoch, sich aus der Politik zurückzuziehen. Dementgegen erklärte er im März 1947 seine Rückkehr auf die politische Bühne. Das Land war zu der Zeit in einer wirtschaftlichen Krise und nach dem rätselhaften Tod des jungen Königs Ananda Mahidol im Juni 1946 politisch zerrissen. Phibun wollte sich von Vorwürfen des Landesverrats und der Kriegsverbrechen rehabilitieren und erklärte sich bereit, Thailand vor einer „drohenden Katastrophe“ zu retten. Der Schritt wurde von Militärkreisen gefeiert, die Phibun immer noch als Helden ansahen. Die regierenden Linksliberalen um Pridi Phanomyong und den amtierenden Ministerpräsidenten Thawan Thamrongnawasawat (Thamrong) protestierten dagegen.
Phibun nahestehende Militärs putschten im November 1947 gegen die Regierung. Sie mussten sich anschließend die Macht jedoch mit der royalistischen Demokratischen Partei teilen, die den Putsch gebilligt hatte. Die Royalisten versuchten nun, nach 15 Jahren im politischen Abseits, die Vorherrschaft der Konstitutionalisten zu brechen und selbst wieder die Regierung zu dominieren. Die Thammathipat-Partei wandte sich daher im Januar 1948 den soeben entmachteten Anhängern von Pridi und Thamrong zu, mit denen Phibun eine gemeinsame Vergangenheit in der „Volkspartei“ und bei der „Siamesischen Revolution“ 1932 hatte, um eine Allianz gegen die Royalisten und ihren Regierungschef Khuang Aphaiwong zu bilden.

## Regierungsbeteiligung 1948–51
Unter dem Druck der Coup-Gruppe trat Khuang im April zurück und Phibun wurde wieder Ministerpräsident. Er stützte sich im Parlament allerdings auf mehrere Parteien und räumte der Thammathipat-Partei keine herausgehobene Stellung ein. Um internationale Anerkennung durch die Vereinigten Staaten und Großbritannien zu gewinnen, distanzierte er sich sogar von ihr. In seinem Kabinett erhielten seine vormaligen Vertrauten Wichit und Prayun, die den USA als „Schurken“ galten, überraschend keine Posten. Lediglich General Mangkon bekam das vergleichsweise unbedeutende Bildungsressort. Nach Neuwahlen im Juni 1949 hatte die Thammathipat-Partei 12 der 121 Parlamentssitze. Phibun räumte ihr fünf der 24 Kabinettsposten ein. General Mangkon wurde wieder Innenminister und Phibun bevorzugte die Thammathipat unter den Regierungsparteien. Sie litt allerdings unter Abspaltungen von Abgeordneten, die Phibun zwar weiter unterstützten, sich aber mehr Einfluss und Regierungsposten erhofften.
Nach dem „Radio-Coup“ 1951 und der Wiedereinsetzung einer Verfassung, die Parteien verbot und das Parlament schwächte, gehörten der Regierung mehr aktive Militärs und weniger Berufspolitiker an. Vier vormalige Thammathipat-Mitglieder waren aber weiterhin Regierungsmitglieder. Erst 1955 unternahm Phibun wieder Schritte zur Demokratisierung, ließ wieder Parteien zu und setzte für Februar 1957 Wahlen an. Inzwischen gründete er die neue Seri-Manangkhasila-Partei. Die Thammathipat-Partei gründete sich auch wieder und unterstützte weiterhin Phibun, gewann allerdings nur 10 der 160 Sitze.  Sie spielte keine nennenswerte politische Rolle mehr. 1957 putschte Feldmarschall Sarit Thanarat gegen Phibun und verbot 1958 wieder alle Parteien.

## Wiederbelebung 1970er
Nach dem demokratischen Aufstand 1973 und der Wiederbelebung der Mehrparteiendemokratie, gründete sich erneut eine Partei unter dem Namen Thammathipat. Sie vertrat die äußerste Rechte im thailändischen politischen Spektrum und stand der extrem antikommunistischen Nawaphon-Bewegung nahe. Bei Wahlen konnte sie jedoch keine nennenswerten Erfolge verzeichnen. Bei der Parlamentswahl 1976 stellte sie 110 Kandidaten auf, gewann aber lediglich einen Sitz.